# Тейлор, Питер (гребец)
Пи́тер Те́йлор (англ. Peter Taylor; род. 3 января 1984, Лоуэр-Хатт, Веллингтон) — новозеландский гребец, выступавший за сборную Новой Зеландии по академической гребле в период 2006—2016 годов. Бронзовый призёр летних Олимпийских игр в Лондоне, чемпион мира, многократный победитель и призёр этапов Кубка мира.

## Биография
Питер Тейлор родился 3 января 1984 года в городе Лоуэр-Хатт, Новая Зеландия.
Заниматься академической греблей начал в 1997 году, проходил подготовку в Окленде в местном одноимённом клубе Auckland RC.
Впервые заявил о себе в гребле на международной арене в 2006 году, выиграв золотую медаль в парных двойках лёгкого веса на молодёжном чемпионате мира в Хазевинкеле.
В 2007 году вошёл в основной состав новозеландской национальной сборной, дебютировал в Кубке мира, отметился выступлением на чемпионате мира в Мюнхене, где в парных лёгких двойках занял 17 место.
Благодаря череде удачных выступлений удостоился права защищать честь страны на летних Олимпийских играх 2008 года в Пекине. В зачёте парных двоек лёгкого веса сумел отобраться лишь в утешительный финал В и расположился в итоговом протоколе соревнований на седьмой строке.
После пекинской Олимпиады Тейлор остался в составе гребной команды Новой Зеландии на ещё один олимпийский цикл и продолжил принимать участие в крупнейших международных регатах. Так, в 2009 году в лёгких парных двойках он победил на этапах Кубка мира в Мюнхене и Люцерне, а также на чемпионате мира в Познани.
В 2010 году стал серебряным призёром этапа Кубка мира в Мюнхене, выиграл этап в Люцерне, тогда как на домашнем мировом первенстве в Карапиро взял бронзу.
В 2011 году был лучшим на этапах Кубка мира в Гамбурге и Люцерне, выиграл серебряную медаль на чемпионате мира в Бледе.
Находясь в числе лидеров новозеландской национальной сборной, благополучно прошёл отбор на Олимпийские игры 2012 года в Лондоне. На сей раз вместе с напарником Стормом Уру в лёгких парных двойках финишировал в финале третьим позади команд из Дании и Великобритании — тем самым завоевал бронзовую олимпийскую медаль.
Начиная с 2013 года выступал в распашных безрульных четвёрках лёгкого веса, в частности в этом сезоне победил на этапах Кубка мира в Сиднее, Итоне и Люцерне, стал серебряным призёром на мировом первенстве в Чхунджу.
В 2014 году добавил в послужной список победы на этапах Кубка мира в Эгбелете и Люцерне, выиграл серебряную медаль на чемпионате мира в Амстердаме.
На мировом первенстве 2015 года в Эгбелете попасть в число призёров не смог, попав в утешительный финал С.
В 2016 году участвовал в Олимпийских играх в Рио-де-Жанейро, в лёгких четвёрках без рулевого показал в финале пятый результат. Вскоре по окончании этой Олимпиады принял решение завершить спортивную карьеру.